# مونتي سانتو دو توكانتينز
مونتي سانتو دو توكانتينز (بالبرتغالية: Monte Santo do Tocantins‏)؛ بلدية في ولاية توكانتينز في المنطقة الشمالية من البرازيل.